# Лінка Надія Володимирівна
Надія Володимирівна Лінка (уроджена Геппенер; 25 серпня 1896, Кронштадт — 18 травня 1981, Київ) — музейник, археолог, історик.

## Життєпис
Народилася 1896 року у родині лікаря. Рідна сестра Миколи Володимировича Геппенера (1901—1971), українського архівіста і палеографа.
Закінчила гімназію Олександри Дучинської у Києві (1914), яку заснувала рідна сестра її бабусі Віра Миколаївна Ващенко-Захарченко. Вступила на Вищі жіночі курси в Москві (1913).
На початку Першої світової війни у 1915 році, після курсів медсестер, працювала в шпиталях у Пскові, потім на кавказькому фронті у Фамському санітарному загоні. У 1918 році повернулася до Києва, учителювала. З 1920 року служила сестрою милосердя у військовому госпіталі 11-ї Червоної армії.
У 1923—1924 роках навчалася на мистецтвознавчому відділі Київського археологічного інституту. У 1924 році вступила на історичний факультет Київського інституту народної освіти (КІНО), який закінчила 1928 року. Протягом навчання захоплюючись археологією, слухала лекції спеціалістів-археологів, їздила на розкопки.
З травня 1930 р. (за іншими даними — з грудня 1929) працювала у Всеукраїнському музейному містечку (заповіднику на базі Києво-Печерської лаври) на посаді екскурсовода, з 27 травня 1933 р. — в. о. завідувачки музею історії Лаври, з 26 червня 1935 р. — завідувач відділу пам'яток (церкви ХІ-ХІІ ст., печери). 15 березня 1937 р. перейшла на посаду старшого наукового співробітника, а 15 квітня 1939 (за іншими даними — у січні чи травні) звільнилася за власним бажанням.
З 1939 року — співробітник Центрального історичного музею. З 16 січня 1939 р. — старший науковий співробітник, з січня 1940 р. до вересня 1941 р. — завідувач відділом «Київська Русь» і з 20 вересня до 15 грудня 1942 р. — науковий співробітник. З 15 квітня 1942 р. до 15 жовтня 1943 р. — технічний працівник Археологічного музею (у приміщенні нинішнього Будинку вчителя). З 12 листопада 1943 року до 1951 року працювала в Історичному музеї.
У 1957—1963 роках завідувала архівним відділом Інституту археології АН УРСР.

## Наукова діяльність
Досліджувала слов'янські пам'ятки І тисячоліття, а також давньоруські. Брала участь у багатьох археологічних експедиціях у Київській, Черкаській та Кіровоградській областях.
Автор низки наукових робіт. Описувала фрески Софійського собору. Написала огляд архівного фонду Федора Вовка.
У 1971—1980 рр. працювала над спогадами.

### Вибрані публікації
- Довженок В. Й., Лінка Н. В., Розвідки давньоруських городищ на нижній Росі в 1949 р. — АП, 1955 р., т. 5, — С. 151—157.
- Геппенер-Лінка Н. В., Спогади про Всеукраїнське музейне містечко 1929—1939 рр. // Лаврський альманах: Зб. наукових праць. Вип. 11. К., 2003. — С. 142—175.